# 関西医科大学研修医過労死事件
関西医科大学研修医過労死事件（かんさいいかだいがくけんしゅういかろうしじけん）とは、1998（平成10年）年に関西医科大学で当時26歳の研修医が過労死した事件。「研修医は労働者」という判決により研修医の労働環境改善のきっかけとなり、2004年（平成16年）より厚生労働省は新臨床研修医制度を導入した。

## 背景
医学部の学生は大学で6年間の医学教育を受け、卒業後に医師国家試験に合格して医師になる。その状態では全く臨床経験が無いため大学病院などで研修医として現場の経験を積む。しかし、きちんとした研修医指導体制が確立されていなかったり、肉体的法的金銭的に過酷な勤務環境であるなど問題が多く、新研修医のあいまいな身分から「安価な労働力」として酷使される状況を生んできた。文部科学省の調査によると、ある国立大病院の内科医局では、研修医の診療時間は週78時間だったのに対し、教授はわずか3時間、助手で19時間であり、大学病院が「安価な研修医の労力」に依存する姿が浮かんでくる。
また当時の研修医は最低賃金にも満たない「奨学金」を支給されるだけであり、生活のために他医療施設での当直アルバイトをしなければ生活できず、それが更に休息時間を削り疲労が極限状態となりミスを起こすケースが少なくなかった。
健康保険も労働保険も無く、研修中に過労死や事故にあっても、何の保障がない状態であった。2000年4月の時点で、研修医に健康保険と労災保険に加入しているのは私立医大付属病院49病院中17病院だけであった。また、これ以前にも1968年（昭和43年）までのインターン制度など研修医の待遇をめぐる問題は紆余曲折があった。

## 事件の概要

### 事件発生まで
研修医は大学時代で陸上部に所属し、大学間の大会（西日本医科体育大会）でも活躍していた。1998年3月、関西医科大学を卒業、同年4月16日に医師国家試験に合格した。学生時代は大阪府堺市の自宅から通学していたが、研修が始まると多忙になるので病院近くのマンションを借り4月に引っ越した。父親は、大学受験から卒業までに学費や受験料、入学金などで約4000万円を大学に納付していたが、大学卒業後に医者となった後もまともな収入が得られず、生活のために当分の間仕送りが必要なことを知り愕然とした。
1998年6月から関西医科大学附属滝井病院（当時1011床）の耳鼻咽喉科で研修を開始した。研修は、午前7時半から午後10時過ぎの連日15時間以上に及び、指導医から指導を受ける他にも一医師として一人で患者への点滴や採血、診察と処置を行い、夜遅くまで医局の雑用やデータ整理も任されていた。外来が長引き、昼食が午後4時ごろとなることもあった。手術の見学を行った時は翌日午前4時ごろまで病院にいたこともあった。時間外でも頻繁にポケットベルで呼ばれ土日も病院に出勤しており、出勤しなかった日は土日を含めても勤務開始から死亡するまでの期間で1週間に満たなかった。通常勤務を終えた直後にそのまま宿直勤務に入り一睡も出来ないまま翌朝も通常勤務に就業するという連続38時間勤務にも月6回従事していた。法定の週40時間の3倍近い114時間という勤務時間の週もあった。それに対して大学は「奨学金」名目の月6万円、当直1回あたり1万円を研修医に支払っていただけであり、給与として源泉徴収までしていた。

### 研修医の体調
研修医は通常午後10時頃に徒歩数分のマンションに帰宅していた。1998年7月になると帰宅時間は午後12頃となった。1998年8月8日、研修医は父親に「しんどい」「食事も取れない」「胸が痛むが休みは取れず、大学病院に勤務しながら医師に診てもらう時間もない」と話した。体調が悪く倒れるかもしれないとも伝えていた。睡眠不足で研修中に立ったまま居眠りをするような状態であり、胸を押さえて苦しそうにしている姿を指導医や同僚が目撃していた。

### 死亡
1998年8月15日は土曜日であり、研修医は午後2時ごろまで病院で研修に従事した。午後7時頃同僚らと会食を行い、午後11頃にマンションに帰宅した。しかし翌日になっても病院に出勤せず電話にも応答しないため、病院から連絡を受けた父親がマンションに駆けつけたところ既に死亡している研修医を発見した（享年26）。服装は昨日のままであり座布団を枕にして横たわった状態であり、胸を手を当てた状態だった。遺体には死斑が出現していた。まもなく同じ耳鼻科の同僚と、耳鼻科の教授もマンションに駆けつけた。死亡推定時刻は翌日午前0時頃とされ、死亡届書及び死体検案書には急性心筋梗塞疑と記載された。遺族は、労働者災害補償保険法による保険給付として葬祭料50万540円、遺族補償一時金・遺族特別支給金合計951万8000円の合計1001万8540円を大学より支給された。解剖は遺族の希望で実施されなかった。

## 訴訟に至る経緯

### 父親の調査
研修医の父親は社会保険労務士であった。息子には特に持病もなく研修の過酷さも研修医より聞いていたので、大学側が著しく過重な研修に従事させたことによる過労死ではと疑った。死後すぐに元患者より過労死ではないかと連絡があった（元患者から父親に電話があったが苗字しか名乗らなかった為に、父親はアルバイトを雇って大阪府下の同姓約2000人に葉書を郵送して、患者を探し当てた）。また自ら同僚の研修医ら数人を訪ねて聞き取り調査を行ったところ、関西医大で研修していた同級生40人の平均勤務時間が週約81時間と判明した。1998年8月下旬、病院側に勤務実態を問い合わせたところ、「研修時間は研修医に自主管理させており病院に責任はない。支払っているのは給与ではなく奨学金なので、雇用関係でもない」と説明された。当初、調査に協力的だった大学側も法的な問題点が示唆されるようになると一転非協力的となり、元指導医とも面会できなくなった。父親の元には、ある研修医から「過労死直前の研修医ばかりです。患者の方が元気です。〇〇さん（死亡した研修医の名前）、天国から我々を助けて下さい」という手紙が届いた。

### 内科での研修医の突然死
本件の調査中に、さらに循環器の内科研修医が突然死する事件がおきた。このことより父親は関西医科大学全体で常習的に研修医の過重労働が行われている可能性を疑った。

## 損害賠償を求めた訴訟

### 大阪地方裁判所での裁判
遺族（研修医の父母）は、1991年5月11日大阪地方裁判所に逸失利益・慰謝料等1億7000万円の賠償を求めて提訴した。2002年2月26日大阪地方裁判所は、研修医が従事した時間を月301時間と認定し、約1億3500万円の支払いを同医大に命じた。長時間労働による研修医の過労死が認められた初の判決となった。この判決を不服として大学側は大阪高裁に控訴した。

### 大阪高等裁判所での裁判

#### 遺族の主張
遺族の主張は以下のとおり。
1. 研修医の業務は重要で責任が重く、従事時間が異常に長いことなどから「過酷な勤務」であった[8]。
2. 死因は異型狭心症（冠動脈攣縮性狭心症）であり、「過酷な勤務」と死因には因果関係がある[8]。
3. 病院側は業務時間、内容を把握し、健康に配慮する義務を怠った[8]。本人の健康管理による過失相殺（下記）は過去の判例からみても明確に否定されるべきである。

#### 関西医科大学の主張
大学側の反論は以下のようなものであった。
1. 研修医は労働者ではない[9]。研修は教育であり、過酷な要素はない[9]。午後7時以降の居残りは研修医の自主性に任せた任意であり、これらは研修の過酷性として勘案すべきではない[9]。当時はまだ初期研修中であり、直接患者に接するのは朝夕の採血時程度であり、診療に責任も持たされておらず、中期以降の研修と比較しても質的量的にも到底研修は過重であったとは言えない[9]。
2. 研修時間内であっても体調が悪ければ休むのは自由であったし、他科の診察も自由に受けることが出来た[9]。睡眠時間も十分に確保されており、死亡の直前にも疲労した様子も伺えず、知人と会食したり、上司宅を訪問するなどしている[9]。研修開始後に体調が思わしくないと自覚していながら（循環器内科等の他科を）受診していないなど、本人の健康管理にも問題があり健康保持義務は過失相殺されるべきである[9]。
3. 死亡の原因として検死で提示された心筋梗塞（疑）という診断に対しては、僅か2ヶ月半程度の研修によって急性心筋梗塞で死亡するはずもなく、ブルガダ症候群の発症（特発性心室細動）が原因である[9]。研修は、本人の突然死には何ら関連性はない[9]。またその死亡も予見できないものであり、大学側に安全配慮義務違反はない。

### 判決
主な争点に対する裁判所の判断は以下の通りであり、大学側に8400万円の支払いを命じた。大学側は最高裁への上告をせず、2審の判決が確定した。
1. 研修の一環として、入院患者に対する採血・点滴、指導医の処置の補助など病院の医療業務の一部を担っており[9]、研修医は労働契約と同様の指揮命令関係下にあるとして研修医を労働者とみなす[11]。研修医は労働基準法の規定を大幅に超えた1ヶ月300時間を越える勤務をしており、大学側の健康管理に不備があったとした[11]。安全配慮義務違反により突然死に対して賠償費任があり、他の研修医が問題なく（体調を崩さず）研修を継続していたとしても、その判断は左右されない[9]。
2. 冠れん縮性の急性心筋梗塞が死因であると認めるには重大な疑問があり、死因は大学が主張するようにブルガダ症候群（特発性の心室細動）と考えられる[9]。しかし、死因がブルガダ症候群であったとしても、過酷な研修業務と突然死との間には因果関係があるとすべきである[11]。
3. 「研修医は医師なのだから自分の体は自己管理すべき」として研修を休んで診察を受けることを期待するのは、大学が負う安全配慮義務に照らすと業務の過重さもあり酷である。大学は研修医に対して健康診断も実施しておらず、研修が過重にならぬように研修時間等の適切さを確保する措置も講じなかった[9]。健康診断などが適切に実施されていれば、素因としてブルガダ症候群の疑いがあることを事前に発見し治療を施すことが可能であった[9]。
4. 慰謝料2000万、死亡逸失利益8425万6124円、葬儀費用120万円の合計1億545万6124円の損害額を認定するが、本人も自覚症状がありながら受診していないなど健康管理に問題があったといわざるをえず、双方の事情を総合勘案すると本人2割、病院8割の過失割合として相当と判断する[9]。

## 未払い賃金の支払いを求めた訴訟
上記とは別に、遺族は「最低賃金に満たない給料で働かされていたのは不当である」として、同医大に未払い賃金の支払いを求めた訴訟を2000年に大阪地裁に起こした。大学はすでに審査中の逸失利益・慰謝料の裁判と同様に「研修医は労働者ではない」と主張し、研修医の勤務が労務の提供となるのかが焦点となった。1審と2審では原告の訴えを認め大学側に支払いを命じたが、大学は最高裁判所に上告した。2005年6月3日、最高裁第2小法廷での上告審判決は、「研修医は病院のために患者への医療行為に従事することが避けられず、労働者に当たる」として、最低賃金との差額42万1245円を支払うよう命じた大阪高裁判決 を支持、同病院側の上告を裁判官全員一致で棄却し遺族側勝訴が確定した。

## 労働基準法違反

### 労災認定申請
1998年10月、父親は大阪北労働基準監督署に過労死の労災認定を申請した。大学は労災認定の協力をしなかった。北大阪労働基準監督署は父親の申請に対して、1999年10月に研修医を労働者と認め、
1. 労使協定の届け出なく時間外労働をさせた
2. 割増賃金や最低賃金を払っていない

などとして関西医大病院に研修医の労働環境の是正勧告を出した。これに対して病院側は2000年に「奨学金」を「研修医手当」と名称を改め、大阪府の最低賃金に見合う12万2000円に改定し、私学共済にも加入できるよう制度改正したが、「研修医の位置づけに法律上の明文規定はなく、病院の自主決定にゆだねられている」として、研修医を労働者とは認めない立場は崩さなかった。2002年、北大阪労働基準監督署は父親の申請を認め過労死として労災認定した。

### 管理者の書類送検
2001年4月27日北大阪労働基準監督署は、関西医科大学と事件当時の学長、総務部長の2人を労働基準法違反の疑いで大阪地検に書類送検した。これに対して関西医大は、「研修医は労働者ではないと認識しており労働基準法違反に問われるのか理解できない」とする主張を繰り返すに留まった。大阪地検は2001年8月10日本件を起訴猶予処分とした。前学長について、病院の労務管理に関与していなかったと判断され、同大と事務部長については、「今後の労務管理などの徹底を誓約した」という理由から起訴猶予処分とされたが、研修医を労働者として処遇する意識に欠けていると指摘した。

## 反響
- 読売新聞は「研修医の過酷な勤務実態が医療ミスにつながっていると指摘されてきたが、判決は待遇の改善を促しそうだ。」と報じた[13]。
- 神戸新聞は、信じられない勤務実態であり研修医がからむ医療事故が絶えないのも、本例のような勤務環境が背景となっているとし、大学病院の古い体質に加え、研修プログラムが確立されていないことが原因であると論じた[3]。
- 医療事故調査会・代表世話人の森功医師は「未熟な研修医を一人前として扱い、エラーは仕方がないというのが日本の実態。事故に対する大学側の意識の低さが背景にある。研修医の生活が保障され、指導も行き届いた欧米では、こんな危険な医療がまかり通ることなど考えられない」と論じた[5]。

## 研修医の制度改革へ
研修医を労働者と認めた初の判断は、徒弟制的な研修医制度の改革を病院側に求めることになった。2001年6月、当時の坂口力厚生労働大臣は、本事件を受けて研修医の制度改革の必要性を表明した。また厚生労働省は研修医に労働基準法の規定を適用する方向で検討を始め、医道審議会医師分科会医師臨床研修検討部会（医師臨床研修検討部会）を設置した。2001年8月厚労省の医道審議会の医師臨床研修検討部会で厚労省の担当局長も、労働基準法に抵触しないよう研修医の待遇改善の必要性を提言したが、委員として検討部会に参加した大学教授や病院幹部らは、「（労働基準法上の法定労働時間である）週40時間で十分な研修はできない」「研修医の実態は現在ほぼ100％労働法規に違反している。労働者と定義づけられると、研修が出来ない」などの意見が相次いだが、厚生労働省は2004年4月から医療の質の向上を目的に医師免許取得後の2年間の新臨床研修制度を開始した。新臨床研修制度では医療事故の要因ともなっていたアルバイト診療も禁止する一方で、研修医に月30万円程度の給与を支給するよう求めた。しかしそれによって研修医の労働力に依存していた地方自治体の医療体制が大きなダメージを受け、大学医局の縮小や地方において医師不足を原因とした医療崩壊が発生するなど新たな問題も発生した。

## その後
2004年4月に新臨床研修制度が導入されたが、2007年5月14日には研修医の4割が「過労死ライン」を超す時間外労働を強いられていると報道され、時間外手当を支給されているのは16.2％に過ぎず、「宿直は月4回以上」「当直明け後も勤務」という研修医も7割を超えていた。研修医の過労死は2004年1月にも発生しており、本件の判例は十分に生かされていない。日本医療労働組合連合会は「新研修制度になっても、過酷な勤務は変わっていない」としている。2010年11月にも弘前市立病院で28歳の研修医が急性循環不全で過労死した。